# L'Aveu (film, 1944)
Pour les articles homonymes, voir L'Aveu (homonymie).
Pour plus de détails, voir Fiche technique et Distribution.
L'Aveu (Summer Storm) est un film américain réalisé par Douglas Sirk, sorti en 1944.

## Synopsis
En 1919, le comte Volsky, un vieux noble russe aujourd'hui désargenté, vient porter à la maison d'édition dirigée par Nadena Kalenin, qui a pris la succession de son père, un manuscrit en échange de quelques roubles. Cette dernière, ayant connu autrefois Volsky et malgré la répugnance que lui inspire le personnage, accepte de le lui prendre. Restée seule, elle hésite à le feuilleter. Mais le nom de Fedor Petroff, ancien juge d'instruction de province, qui semble être l'auteur du texte, attire son attention. En effet, sept ans auparavant, elle devait l'épouser. Peu à peu, au fil des pages, elle découvre l'horrible vérité sur la vie de son ancien fiancé...

## Fiche technique
- Titre : L'Aveu
- Titre original : Summer Storm
- Réalisation : Douglas Sirk
- Scénario : Rowland Leigh
- Adaptation: Douglas Sirk (sous le pseudonyme de Michael O'Hara)[1]
- D'après le roman Drame de chasse (Драма на охоте) (1884-1885) d'Anton Tchekhov
- Production : Seymour Nebenzal et Rudolf S. Joseph producteur associé
- Société de production : Angelus Productions et Nero Films
- Société de distribution : United Artists
- Photographie : Archie Stout et Eugen Schüfftan (non crédité)
- Montage : Gregg C. Tallas
- Musique : Karl Hajos
- Direction artistique : Rudi Feld
- Décorateur de plateau : Emile Kuri
- Costumes : Lon Anthony et Max Pretzfelder
- Pays de production :  États-Unis
- Format : Noir et blanc - Son : Mono (Western Electric Mirrophonic Recording)
- Genre : Drame
- Durée : 106 minutes
- Dates de sortie :
  - États-Unis :14 juillet 1944
  - France : 19 mai 1948
- Affiche : Boris Grinsson (France)

## Distribution
- Linda Darnell : Olga Kuzminichna Urbenin
- George Sanders : Fedor Mikhailovich Petroff
- Anna Lee : Nadena Kalenin
- Hugo Haas : Anton Urbenin
- Edward Everett Horton : Comte "Piggy" Volsky
- Laurie Lane : Clara Heller
- John Philliber : Polycarp
- Sig Ruman : Kuzma
- John Abbott : Lunin, le procureur général
- Nina Koshetz : La chanteuse bohémienne
- Mary Servoss : Mme Kalenin

Acteurs non crédités
- Jimmy Conlin : L'homme postant une lettre
- Robert Greig : Gregory, le majordome de Volsky
- Sarah Padden : La mendiante
- Charles Trowbridge : Le docteur